# Ricardo Mañé
Ricardo Mañé Ramirez (Montevideo, 14 de enero de 1948 – ibíd. 9 de marzo de 1995) fue un matemático uruguayo, conocido por sus contribuciones a sistemas dinámicos y teoría ergódica. Fue alumno doctoral de Jacob Palis en IMPA.
Fue conferencista invitado en los Congresos Internacionales de Matemáticos de 1983 y 1994.

## Algunas publicaciones
- "Expansive diffeomorphisms", Proceedings del Simposio en Sistemas Dinámicos (Universidad de Warwick, 1974) Lect. Notas en Matemática 468: 162–174, Salmer-Verlag, 1975.
- "Las variedades persistentes son normalmente hiperbólicas", Trans. Amer. Math. Soc. 246 (dic de 1978): 261–283.
- "En la dimensión de los conjuntos invariables compactos de mapas no lineales seguros", Salmer, Notas de Conferencias en Matemáticas 898 (1981): 230–242.
- "Un lema de encierro ergódico", Anales de Matemáticas Segunda Serie, 116 (3) (nov de 1982): 503–540.
- Con P. Triste. Y D. Sullivan: "En la dinámica de mapas racionales", Ann. Scient. l'Ecolc Normale Superíeure 16 (2): 193–217, 1983.
- "Una prueba de la C1 estabilidad conjetura", Publicaciones Mathématiques de l'IHÉS 66: 161–210, 1987
- "En la entropía topológica de flujos geodésicos". Revista de Geometría Diferencial 45 (1997) (1): 74–93.
- Teoría ergódica y Dinámica Diferenciable (1987, traducido de portugués a inglés por Silvio Leva)